# Romersk Grækenland
Romersk Grækenland (Latin: Graecia, oversat: Grækenland) beskriver den romerske erobring af det område, der i dag udgør den moderne nationalstat Grækenlands territorium. Ligeledes omfatter det erobringen af det græske folks og de områder, de historisk beboede og regerede. Det dækker de perioder, hvor Grækenland først blev domineret af den Romerske Republik og derefter af det Romerske Kejserrige. I græsk historieskrivning begyndte den romerske æra med det Korinth's nederlag i Slaget ved Korinth i 146 f.Kr. Inden den Achaiske Krig havde den Romerske Republik dog allerede gradvist opnået kontrol over det græske fastland ved at besejre Kongeriget Makedonien i en række konflikter kendt som de Makedonske Krige. Den Fjerde Makedonske Krige sluttede ved Slaget ved Pydna i 148 f.Kr. med nederlaget for den makedonske kongelige prætendent Andriskos.
Den endelige romerske besættelse af den græske verden blev etableret efter Slaget ved Actium (31 f.Kr.), hvor Augustus besejrede Kleopatra VII (den græske ptolemæiske dronning af Ægypten) og den romerske general Marcus Antonius. Herefter erobrede han Alexandria (i 30 f.Kr.), som var den sidste store by i det hellenistiske Egypten. Den romerske æra i græsk historie fortsatte med kejser Konstantin den Stores udnævnelse af Byzans som Nova Roma, hovedstaden i det Romerske Kejserrige. I år 330 e.Kr. blev byen omdøbt til Konstantinopel. Derefter udgjorde det Byzantinske Rige det Østromerske Rige, , som omfattede både græsk og romersk kultur.

## Romersk Republik
Den græske halvø faldt til den Romerske Republik i forbindelse med Slaget ved Korinth i 146 f.Kr., da Makedonien blev en romersk provins. Samtidig kom det sydlige Grækenland også under romersk indflydelse (hegemoni), men nogle vigtige græske bystater (poleis) forblev delvist autonome og undgik direkte romersk beskatning.
I 88 f.Kr. gjorde Athen og andre græske bystater oprør mod romersk herredømme, men blev besejret og undertrykt af general Lucius Cornelius Sulla. De romerske borgerkrige, der fulgte, forårsagede stor fysisk og økonomisk ødelæggelse i Grækenland. Først i 27 f.Kr., under Augustus, blev halvøen organiseret som den romerske provins Achaea. Selvom Roms erobring i første omgang ramte den græske økonomi negativt, oplevede den en hurtig genopblomstring under romersk administration i efterkrigstiden. Det er værd at bemærke, at græske byer i Lilleasien generelt kom sig hurtigere efter den romerske erobring sammenlignet med byerne på den græske halvø. Dette skyldtes sandsynligvis den omfattende ødelæggelse, som Grækenland led under Sulla-krigen.
Som et Kejserrige investerede Rom betydelige ressourcer i genopbygningen af byerne i det romerske Grækenland. Korinth blev udpeget som provinsens hovedstad, Achaea, og gennemgik en markant genopblomstring. Selvom Athen ikke var den politiske hovedstad blomstrede byen som et kulturelt centrum for filosofi, uddannelse og lært viden. Byen tiltrak lærde og studerende fra hele den romerske verden og bevarede sin status som et intellektuelt knudepunkt i århundreder.

## Tidlige Romerske Kejserrige
Livet i Grækenland fortsatte stort set uændret under det Romerske Kejserrige. Romerk kultur blev i høj grad påvirket af grækerne; som digteren Horats udtrykte det: "Graecia capta ferum victorem cepit" ("Det erobrede Grækenland erobrede sin barske erobrer"). Homers episke digte inspirerede Vergils Æneiden, og forfattere som Seneca den Yngre skrev i græsk stil. Nogle romerske adelige anså grækerne for at være bagudstræbende og smålige, men mange andre omfavnede græsk litteratur og filosofi. Det græske sprog blev et foretrukkent sprog for de uddannede og eliten i Rom, eksempelvis Scipio Africanus, der studerede filosofi og betragtede græsk kultur og videnskab som et forbillede.
Den romerske kejser Nero besøgte Grækenland i år 66 e.Kr. og optrådte ved de antikke olympiske lege, på trods af reglerne mod deltagelse for ikke-grækere. Han blev tildelt sejr i hver eneste konkurrence, og året efter proklamerede han grækernes frihed ved de Isthmiske Lege i Korinth, ligesom Flamininus havde gjort over 200 år forinden.

## Sene Romerske Kejserrige
I løbet af det 2. og 3. århundrede e.Kr. var Grækenland opdelt i provinser, herunder Achaea, Makedonien, Epirus og Thrakien. Senere, under Diocletians regeringstid i slutningen af det 3. århundrede, blev Moesia organiseret som en diocese styret af Galerius. Under Konstantin den Store (som bekendte sig til kristendommen) var Grækenland en del af præfekturerne Makedonien og Thrakien. Senere, under Theodosius, blev Makedonien præfekturet opdelt i provinserne Kreta, Achaea, Thessalien, Epirus Vetus, Epirus Nova og Makedonien. De Ægæiske Øer udgjorde provinsen Insulae i Asiens diocese.